# 히가시구 (하마마쓰시)
히가시구(일본어: 東区)는 2023년 12월 1일까지 존재했던 하마마쓰시의 행정구의 하나이다. 구역은 하마마쓰시의 동부였으나 2024년 1월 1일에 구의 통합·재편이 이루어져 전역이 주오구로 이행되었다.

## 역사
- 2007년 4월 1일 - 하마마쓰 시의 정령 지정 도시 이행과 함께 히가시 구가 성립하였다.

## 교통

### 철도
- 도카이 여객철도
  - 도카이도 본선

- 엔슈 철도
  - 철도선

### 도로
- 도메이 고속도로
- 국도 1호선
- 국도 152호선